# 4. ceremonia wręczenia nagród Stowarzyszenia Nowojorskich Krytyków Filmowych
4. ceremonia wręczenia nagród Stowarzyszenia Nowojorskich Krytyków Filmowych – odbyła się w 1939. Ogłoszenie laureatów miało miejsce 9 stycznia. Podczas gali wręczono nagrody w pięciu głównych kategoriach – dla najlepszego filmu, reżysera, aktora, aktorki i filmu zagranicznego – za rok 1938. Przyznano także po raz pierwszy nagrodę specjalną.

## Laureaci i nominowani
Opracowano na podstawie materiału źródłowego:

### Najlepszy film
- Złudzenia życia
- Starsza pani znika

### Najlepszy reżyser
- Alfred Hitchcock – Starsza pani znika
- Frank Capra – Cieszmy się życiem
- Garson Kanin – A Man to Remember
- John Cromwell – Algier
- Julien Duvivier – Wielki walc
- Michael Curtiz – Cztery córki

### Najlepszy aktor
- James Cagney − Aniołowie o brudnych twarzach
- John Garfield – Cztery córki
- Spencer Tracy – Miasto chłopców

### Najlepsza aktorka
- Margaret Sullavan – Trzej towarzysze
- Wendy Hiller – Pigmalion

### Najlepszy film zagraniczny
- Towarzysze broni (Francja)
- Professor Mamlock (ZSRR)

### Nagroda specjalna
- Walt Disney – Królewna Śnieżka i siedmiu krasnoludków